# Frank Börner

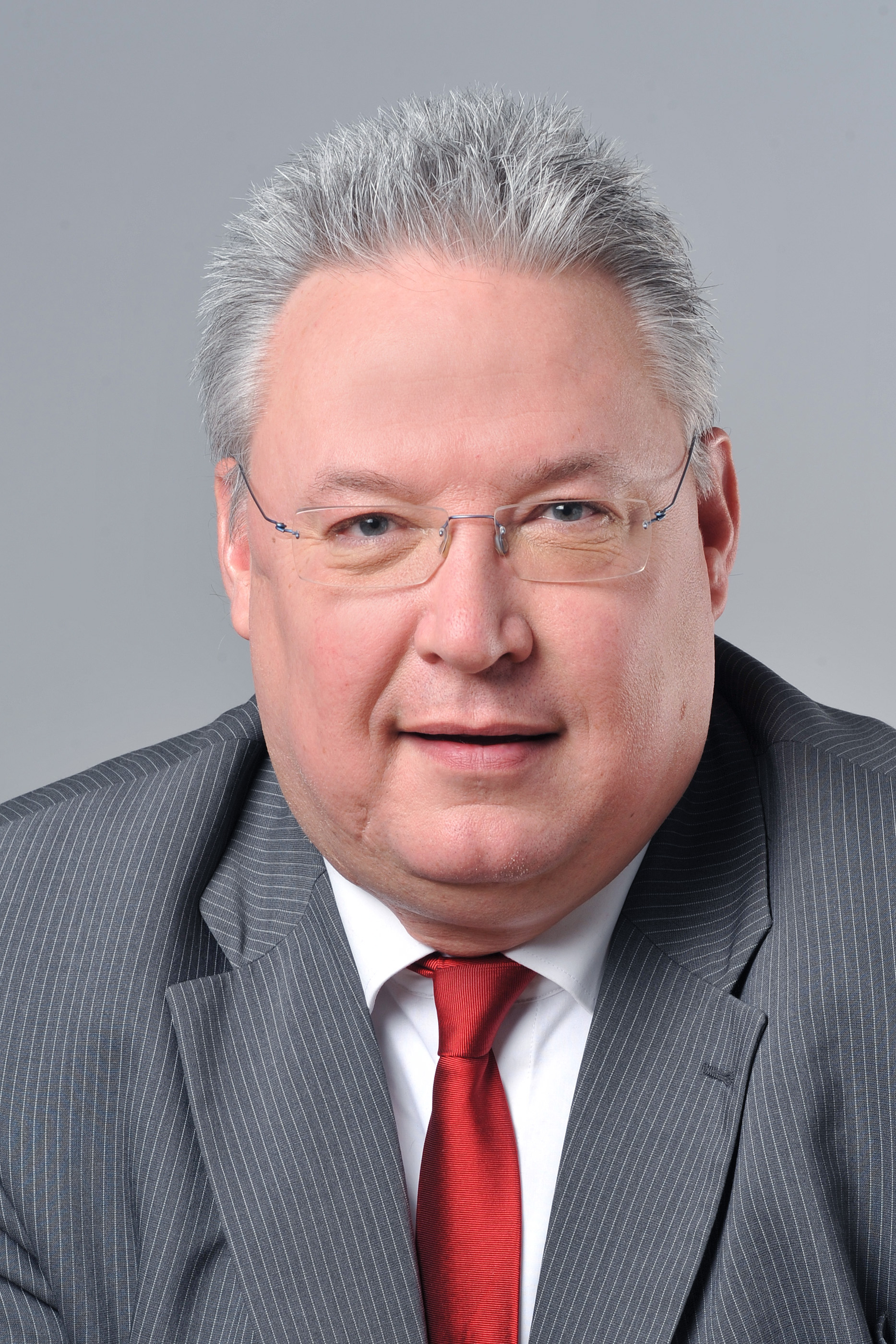
Frank Börner (2013)

Frank Börner (* 23. Januar 1966 in Duisburg) ist ein deutscher Politiker (SPD). Er ist seit 2012 Abgeordneter im Landtag von Nordrhein-Westfalen.

## Biografie
Frank Börner absolvierte 1985 das Abitur und nahm 1986 ein Studium der Volkswirtschaft, Betriebswirtschaft und Psychologie an der Universität Duisburg auf, das er 1991 als Diplom-Ökonom abschloss. Anschließend wechselte er in die freie Wirtschaft. Er ist seit 1992 kaufmännischer Angestellter bei einem Logistikunternehmen im Bereich der See- und Binnenschifffahrt, dort als Leiter EDV/Organisation, als Leiter Rechnungswesen und Administration und aktuell als Umwelt- und Qualitätsbeauftragter. Börner ist verheiratet und hat ein Kind.

## Politik
Der SPD gehört Frank Börner seit 1984 an. Seit 2000 ist er Vorsitzender des SPD-Ortsvereins Röttgersbach und seit 2004 Kassierer des SPD-Unterbezirks Duisburg. Von 1994 bis 2004 war er Mitglied der Bezirksvertretung Duisburg-Hamborn. In den Jahren 2004 bis 2012 saß er im Rat der Stadt Duisburg.
Bei der Landtagswahl in Nordrhein-Westfalen 2012 am 13. Mai 2012 errang Börner mit dem landesweit zweithöchsten Stimmenanteil ein Direktmandat im Landtagswahlkreis Duisburg IV. Er ist Mitglied im Verkehrsausschuss, im Ausschuss für Schule und Bildung sowie im Ausschuss für Klimaschutz, Umwelt, Naturschutz, Landwirtschaft und Verbraucherschutz. Im Umweltausschuss ist er vornehmlich für das Thema Wasser und Tierschutz zuständig. Zusätzlich wurde er in die Enquete-Kommission (EKII) Zukunft der chemischen Industrie in Nordrhein-Westfalen und den Parlamentarischen Untersuchungsausschuss (PUA I) zu den Bauvorhaben unter Leitung des Bau- und Liegenschaftsbetriebes NRW berufen. Auch bei der Landtagswahl in Nordrhein-Westfalen 2017 erreichte Börner trotz Verlusten von mehr als 15 Prozentpunkten im nunmehr Landtagswahlkreis Duisburg IV – Wesel V genannten Wahlkreis ein Direktmandat. Bei der Landtagswahl 2022 gewann er das Direktmandat im Wahlkreis 63 (Duisburg III).